# Bahnhof Shin-Sugita
Der Bahnhof Shin-Sugita (jap. 新杉田駅, Shin-Sugita-eki) ist ein Bahnhof auf der japanischen Insel Honshū. Er befindet sich in der Präfektur Kanagawa auf dem Gebiet der Stadt Yokohama, genauer im Bezirk Isogo-ku.

## Verbindungen
Shin-Sugita ist ein Anschlussbahnhof an der Negishi-Linie, die im Bahnhof Yokohama mit der Keihin-Tōhoku-Linie verknüpft ist. Durchgehende Nahverkehrszüge verbinden Ōmiya in der Präfektur Saitama mit Ueno, Tokio, Shinagawa, Kawasaki, Yokohama und Ōfuna. Hinzu kommen während der Hauptverkehrszeit mehrere Züge der Yokohama-Linie, die von Hashimoto her kommend über die übliche Endstation Sakuragichō hinaus ebenfalls nach Ōfuna verkehren. An Werktagen werden tagsüber sechs Züge je Stunde angeboten, während der Hauptverkehrszeit bis zu zwölf.
Die Züge der vollautomatisierten Kanazawa Seaside Line fahren üblicherweise im Zehn-Minuten-Takt, während der morgendlichen Hauptverkehrszeit alle vier Minuten und während der abendlichen Hauptverkehrszeit alle fünf Minuten. Auf dem Bahnhofsvorplatz befindet sich ein Busterminal, der von drei Linien des Verkehrsamtes der Stadt Yokohama bedient wird.

## Anlage
Der Bahnhof steht an der Grenze zwischen den Stadtteilen Shinsugitachō im Osten, Nakahara im Nordwesten und Sugita im Südwesten, die alle zum Bezirk Isogo-ku gehören. Die Anlage von JR East ist von Nordwesten nach Südosten ausgerichtet, parallel zur Stadtautobahn Tokio B (Bayshore Route). Sie umfasst zwei auf einem Viadukt verlaufende Gleise, die beide dem Personenverkehr dienen. Diese liegen an zwei vollständig überdachten Seitenbahnsteigen. Das viergeschossige Empfangsgebäude an der Westseite ist zum Teil unter dem Viadukt angeordnet, der Zugang zu den Bahnsteigen erfolgt vom Erdgeschoss aus über Treppen und Aufzüge. Etwas nach Osten versetzt steht am Ende eines weiteren Viadukts das zweigeschossige Empfangsgebäude der Kanazawa Seaside Line, die hallenartige Konstruktion besitzt zwei Stumpfgleise an einem Mittelbahnsteig mit Bahnsteigtüren.
Von Shin-Sugita aus führen zwei Wege unter der Autobahn hindurch zum Industriegebiet Shinsugitachō, das durch Landgewinnung in der Bucht von Tokio entstand. Dort befinden sich unter anderem Betriebe von IHI und Toshiba. Die Westseite ist ein gemischtes Einkaufs- und Wohnviertel. Rund 400 Meter entfernt im Südwesten steht der Bahnhof Sugita an der Keikyū-Hauptlinie.
Im Fiskaljahr 2019 nutzten durchschnittlich 52.813 Fahrgäste täglich den Bahnhof, davon entfielen 36.810 auf die Negishi-Linie und 16.003 auf die Kanazawa Seaside Line.

## Bilder

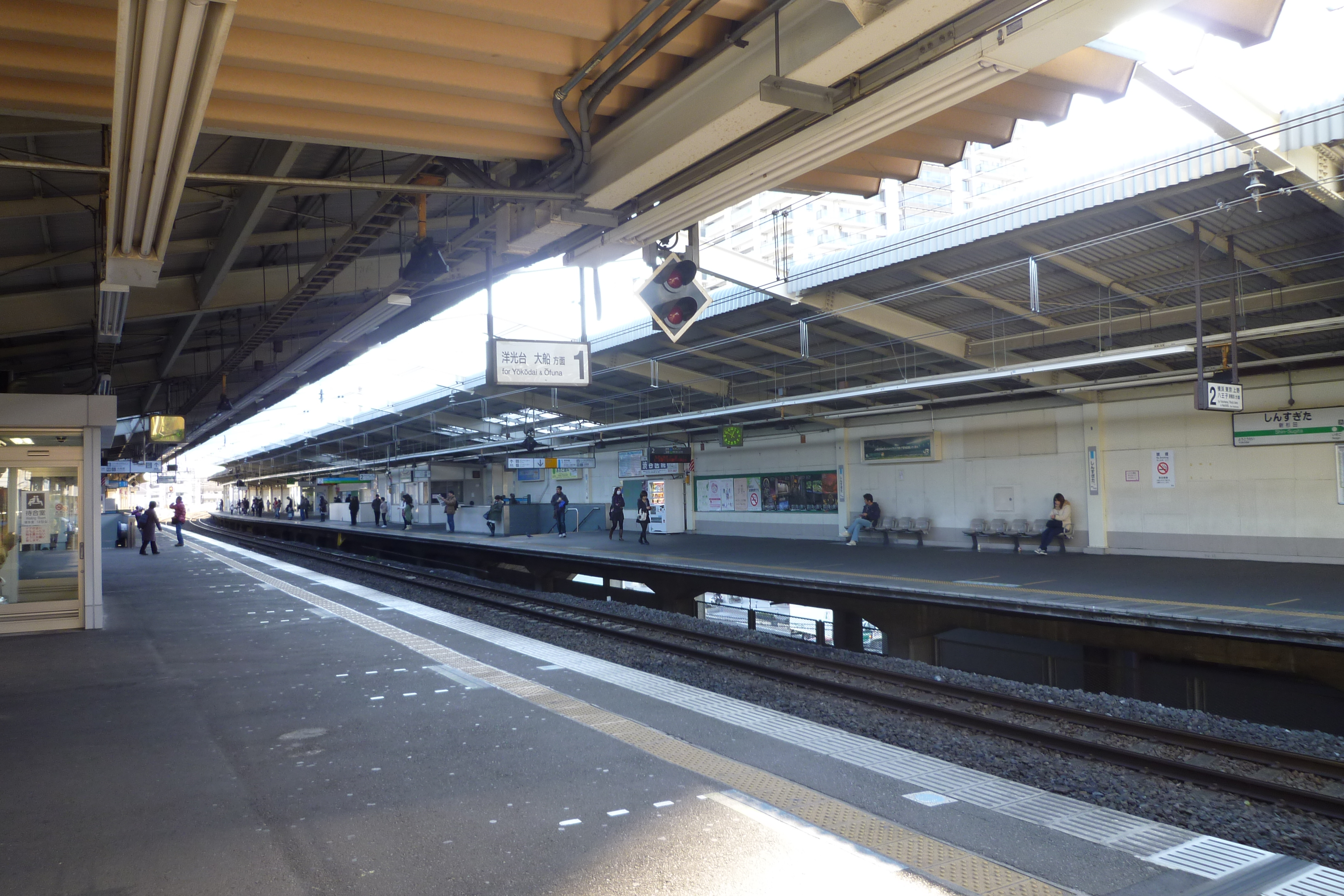
Bahnsteig der Negishi-Linie
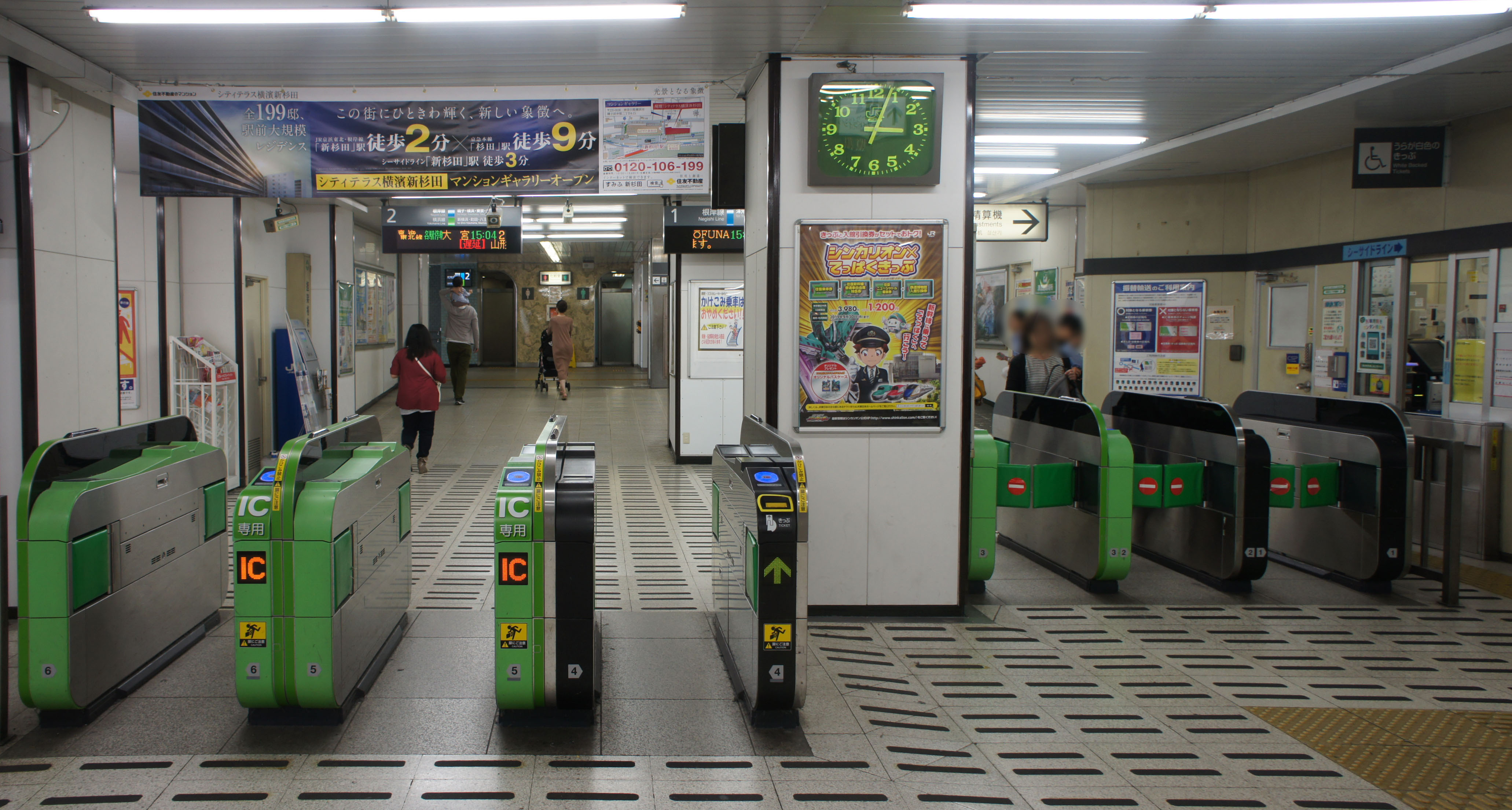
Bahnsteigsperren
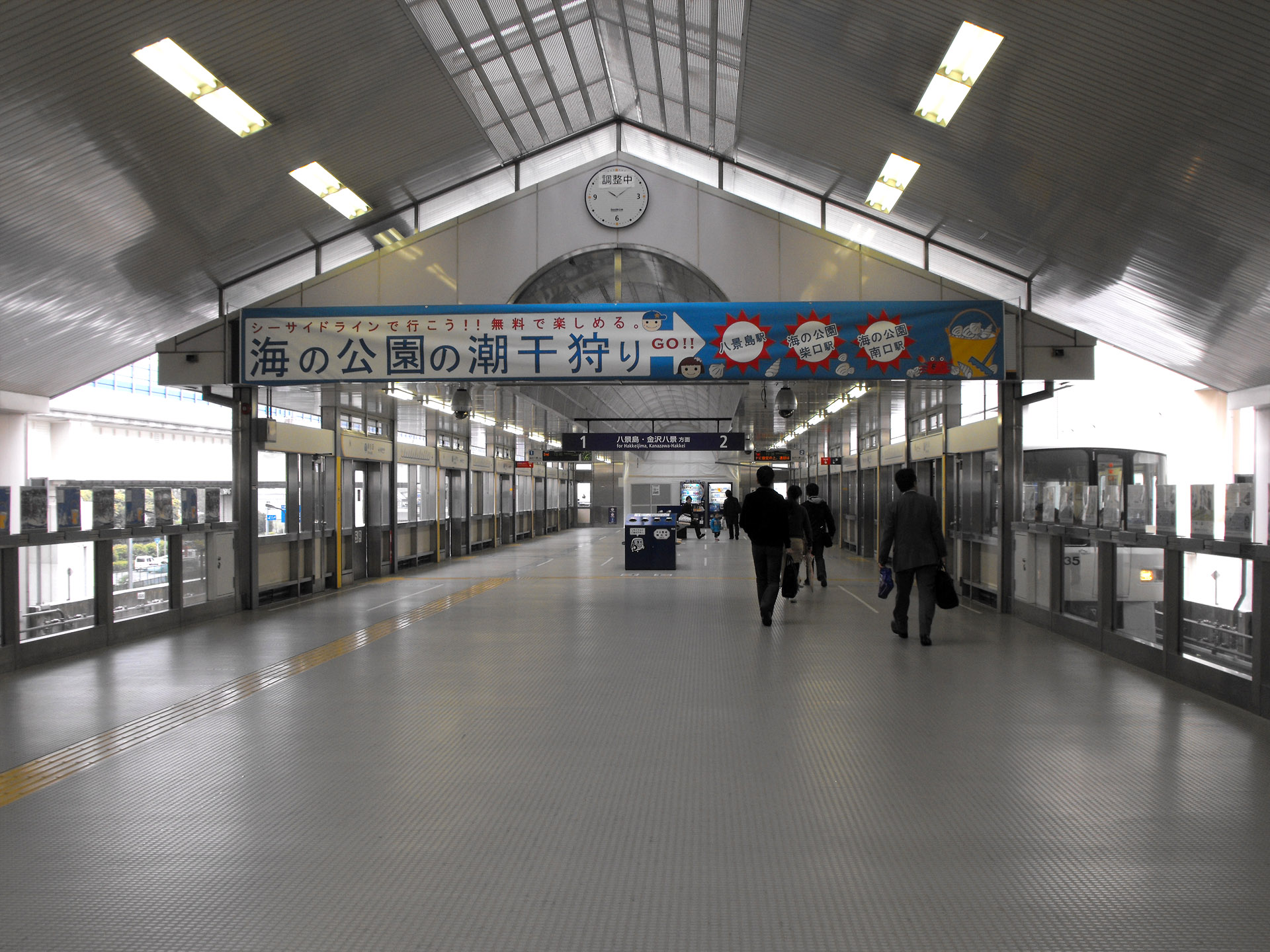
Bahnsteig der Kanazawa Seaside Line

## Gleise
JR East:
| 1 | ▉ Negishi-Linie  | Ōfuna                           |
| 2 | ▉ Negishi-Linie  | Yokohama • Tokio • Ueno • Ōmiya |
| 2 | ▉ Yokohama-Linie | Yokohama • Machida • Hachiōji   |

Yokohama Seaside Line:
| 1/2 | ▉ Kanazawa Seaside Line | Kanazawa-hakkei |

## Linien
| Verlauf der Keihin-Tōhoku-Linie / Negishi-Linie |
| --- |
| Ōmiya • Saitama-Shintoshin • Yono • Kita-Urawa • Urawa • Minami-Urawa • Warabi • Nishi-Kawaguchi • Kawaguchi • Akabane • Higashi-Jūjō • Ōji • Kami-Nakazato • Tabata • Nishi-Nippori • Nippori • Uguisudani • Ueno • Okachimachi • Akihabara • Kanda • Tokyo • Yūrakuchō • Shimbashi • Hamamatsuchō • Tamachi • Takanawa Gateway • Shinagawa • Ōimachi • Ōmori • Kamata • Kawasaki • Tsurumi • Shin-Koyasu • Higashi-Kanagawa • Yokohama • Sakuragichō • Kannai • Ishikawachō • Yamate • Negishi • Isogo • Shin-Sugita • Yōkōdai • Kōnandai • Hongōdai • Ōfuna |

## Geschichte
Das Gebiet um Shin-Sugita war früher eine ländliche Gegend auf dem Stadtgebiet von Yokohama. In den frühen 1970er Jahren entstand auf dem Areal ein großes Wohngebiet. Zu dessen Erschließung verlängerte die Japanische Staatsbahn am 17. März 1970 die bisher in Isogo endende Negishi-Linie nach Yōkōdai, zusammen mit einem Zwischenbahnhof in Shin-Sugita. Am 16. August 1978 folgte die Inbetriebnahme des Busbahnhofs. Im Rahmen der Staatsbahnprivatisierung ging der Bahnhof am 1. April 1987 in den Besitz der neuen Gesellschaft JR East über. Die Bahngesellschaft Yokohama New Transit (heute Yokohama Seaside Line) nahm am 5. Juli 1989 die automatisierte Bahnlinie Kanazawa Seaside Line entlang der Küste nach Kanazawa-hakkei in Betrieb. Auf diesen Zeitpunkt hin hatte JR East sein eigenes Bahnhofsgebäude erweitert, um die erwarteten zusätzlichen Fahrgäste bewältigen zu können.